# Közbeszerzési értékhatár
A közbeszerzési értékhatár (angolul: public procurement thresholds) a közbeszerzésre kötelezett szerveknek megmutatja, hogy adott beszerzésük alkalmával kell-e közbeszerzési eljárást lefolytatniuk, és ha igen, akkor milyen eljárásrendbe tartozik az adott beszerzés. Az eljárásrend uniós vagy nemzeti lehet. Az uniós eljárásrend részletesebben szabályozott és kevésbé rugalmas, mint a nemzeti, ezért a nagy értékű beszerzések esetén kell alkalmazni. Az értékhatárt az adott beszerzés becsült értéke alapján állapítják meg.
Az értékhatár az ajánlatkérő típusától (pl. klasszikus ajánlatkérő), a lefolytatni kiválasztott eljárás típusától (pl. tervpályázati eljárás), valamint a közbeszerzés tárgyától függ, azaz attól, hogy mit akar az ajánlatkérő beszerezni. Ez lehet árubeszerzés, szolgáltatás megrendelés, építési beruházás, építési koncesszió vagy szolgáltatási koncesszió.
Az uniós értékhatárokat az uniós, a nemzeti értékhatárokat a magyar jogalkotó határozza meg. Előbbi az Európai Bizottság, utóbbi az Országgyűlés.
Az egyes beszerzési tárgyakra vonatkozó uniós és nemzeti értékhatárokat a Közbeszerzési Hatóság a Közbeszerzési Értesítőben és a Közbeszerzési Hatóság honlapján minden év elején elnöki tájékoztatóban teszi közzé. Az elnöki tájékoztató tartalmazza az uniós értékhatároknak a forintban kifejezett értékét is.

## Története
Az első magyar közbeszerzési törvény az 1995. évi XL. törvény volt. Ebben az időben Magyarország még nem volt az Európai Unió tagja (mai értelemben vett Európai Unió sem volt), így uniós közbeszerzési értékhatár sem létezett. A törvény csak azt határozta meg, hogy a becsült érték nagyságára tekintettel kell-e közbeszerzési eljárást lefolytatni egy adott beszerzés esetén, vagy sem. 1995-1996 és 2004-2005 folyamán az éppen hatályos közbeszerzési törvény állapította meg az értékhatárokat, más években pedig az éves költségvetési törvény.
A nemzeti közbeszerzési értékhatárok változása a legjellemzőbb beszerzések (klasszikus ajánlatkérők) alapján:
2004-től, Magyarországnak az Európai Unióhoz történő csatlakozásától az uniós értékhatárokat is figyelembe kell venni a közbeszerzéseknél. A vonatkozó uniós jogszabályok hivatalos megjelenési helye az Európai Unió Hivatalos Lapja. Az uniós közbeszerzési értékhatárok változása a legjellemzőbb beszerzések (klasszikus ajánlatkérők) alapján:

## Uniós értékhatárok

### 2014-2015
- Klasszikus ajánlattevők:
  - Árubeszerzés esetén: 134 000 euró, azaz 39 287 460 forint.
  - Építési beruházás esetén: 5 186 000 euró, azaz 1 520 483 340 forint.
  - Építési koncesszió esetén: 5 186 000 euró, azaz 1 520 483 340 forint.
  - Szolgáltatás megrendelése esetén, ha a szolgáltatás a Kbt. 3. mellékletében szerepel: 134 000 euró, azaz 39 287 460 forint.

- Közszolgáltatók:
  - Árubeszerzés esetén: 414 000 euró, azaz 121 380 660 forint.
  - Építési beruházás esetén: 5 186 000 euró, azaz 1 520 483 340 forint.
  - Szolgáltatás megrendelése esetén: 414 000 euró, azaz 121 380 660 forint.

### 2012-2013
- Klasszikus ajánlattevők:
  - Árubeszerzés esetén: 130 000 euró, azaz 35 464 000 forint.
  - Építési beruházás esetén: 5 000 000 euró, azaz 1 364 000 000 forint.
  - Építési koncesszió esetén: 5 000 000 euró, azaz 1 364 000 000 forint.
  - Szolgáltatás megrendelése esetén, ha a szolgáltatás a Kbt. 3. mellékletében szerepel: 130 000 euró, azaz 35 464 000 forint.

- Közszolgáltatók:
  - Árubeszerzés esetén: 400 000 euró, azaz 109 120 000 forint.
  - Építési beruházás esetén: 5 000 000 euró, azaz 1 364 000 000 forint.
  - Szolgáltatás megrendelése esetén: 400 000 euró, azaz 109 120 000 forint.

## Nemzeti értékhatárok

### 2017-2019
- Klasszikus ajánlattevők:
  - Árubeszerzés: 15,0 millió forint,
  - Építési beruházás: 25,0 millió forint,
  - Építési koncesszió: 100,0 millió forint,
  - Szolgáltatás megrendelése: 15,0 millió forint,
  - Szolgáltatási koncesszió: 30,0 millió forint.

- Közszolgáltatók:
  - Árubeszerzés: 50,0 millió forint,
  - Építési beruházás: 100,0 millió forint,
  - Szolgáltatás megrendelése: 50,0 millió forint,
  - Építési koncesszió: 200,0 millió forint,
  - Szolgáltatási koncesszió: 100,0 millió forint.

### 2012-2016
- Klasszikus ajánlattevők:
  - Árubeszerzés: 8 millió forint.
  - Építési beruházás: 15 millió forint.
  - Építési koncesszió: 100 millió forint.
  - Szolgáltatás megrendelése: 8 millió forint.
  - Szolgáltatási koncesszió: 25 millió forint.

- Közszolgáltatók:
  - Árubeszerzés: 50 millió forint.
  - Építési beruházás: 100 millió forint.
  - Építési koncesszió: 200 millió forint. (2016-tól)
  - Szolgáltatás megrendelése: 50 millió forint.
  - Szolgáltatási koncesszió: 200 millió forint. (2016-tól)

### 1995-1996
- Árubeszerzés: 10 000 000 forint.
- Építési beruházás: 20 000 000 forint.
- Építési műszaki terv készítése: 5 000 000 forint.
- Szolgáltatás megrendelése: 5 000 000 forint.
- Építési beruházás (előminősítés tekintetében): 200 000 000 forint.[3]